# Осма офанзива
Осма офанзива је фигуративан назив епопеје Бранка Ћопића за колонизовање Војводине непосредно након Другог свјетског рата.

## Историјска позадина
Послије Другог свјетског рата, у 114 села и градова у Војводину је досељено око 250 хиљада људи. Велики број досељеника био је са територије Босне и Херцеговине, више од 76.000. Осим њих, колонизовано је више од 40.000 становника из Хрватске, око 38.000 из Црне Горе, преко 15.000 из централне Србије. Ово масовно досељавање становника у Војводину је из коријена промијенило њен етнички састав.
Најмасовнији колонистички талас је у Војводину стигао из Босне и Херцеговине. Неки од тамошњих срезова из којих је 1945. и 1946. године више од 12.200 породица пресељено у Војводину су Бањалука, Кључ, Котор Варош, Босанска Дубица, Грахово, Петровац, Сански Мост, Мркоњић Град, Гацко, Невесиње, Требиње. Највећи дио смјештен је у Банат, у педесетак насељених мјеста у појасу дуж границе са Румунијом. Осим тога, у Војводини је остала и бар половина од више од 200.000 људи избјеглих током ратова на тлу бивше Југославије деведесетих година. Послије Другог свјетског рата било је 1,6 милиона становника, а Срби су чинили тек једну трећину.